# Branislav Mićunović
Branislav Mićunović (rođen u Podgorici), crnogorski je kazališni redatelj. Trenutačni crnogorski veleposlanik u Srbiji.

## Životopis
Branislav Mićunović je veleposlanik Crne Gore u Beogradu, bivši ministar kulture, kazališni redatelj, dugogodišnji je profesor glume na Fakultetu dramskih umetnosti u Beogradu i na Fakultetu dramskih umjetnosti na Cetinju, gdje je i rukovoditelj poslijediplomskih studija, predsjednik Nacionalnog povjerenstva za UNESCO i Nacionalnog vijeća za kulturu.
Počasni je predsjednik Međunarodne kazališne mreže NETA, počasni član Međunarodne akademije Mihai Eminesku i član Senata Prijestolnice Cetinje.
1997. godine izabran je za ravnatelja obnovljenog Crnogorskog narodnog kazališta. Njegovim umjetničkim doprinosom, menadžerskim sposobnostima, kreiranjem repertoara i promicanjem imena ove ključne kulturne institucije u Crnoj Gori, ovaj teatar danas zauzima osobeno mjesto na kazališnome zemljovidu Europe. Od 2003. godine do ožujka 2007. godine, obavljao je funkciju umjetničkog ravnatelja Crnogorskog narodnog kazališta.
Branislav Mićunović za crnogorskoga ministra kulture biran je u tri mandata 2008. i 2010. godine te 2012. godine (na položaju do prosinca 2013. godine kada je imenovan crnogorskim veleposlanikom u Srbiji).

## Predstave i festivali
Tijekom svoje karijere Mićunović je uglavnom režirao djela suvremenih autora: Aleksandra Popovića, Velimira Lukića, Ljubomira Simovića, Veljka Radovića, Jordana Plevneša, Gorana Stefanovskog, Iva Brešana, Gordana Mihića, Borislava Pekića, Mirka Kovača i drugih, u Jugoslavenskom dramskom kazalištu, Beogradskom dramskom kazalištu, Srpskom narodnom kazalištu u Novom Sadu, Hrvatskom narodnom kazalištu Ivana pl. Zajca u Rijeci, Narodnom kazalištu u Tuzli, Narodnom kazalištu u Nišu, Zvezdara teatru u Beogradu, na festivalu Barski ljetopis, Studentskom kulturnom centru u Beogradu.... Mnoge Mićunovićeve predstave uvrštene su u selekcije jugoslavenskih i međunarodnih festivala (festival MESS - Sarajevo, Ex Ponto - Ljubljana, Sterijino pozorje, Gavelline večeri - Zagreb, festival Ohridsko ljeto, Festival festivala - Zemun, Susreti Joakim Vujić, festival Dani komedije, Grad Teatar u Budvi, festival Barski ljetopis, festival Iberoamericano del tearto u Bogoti, Internacionalni teatarski festival Istanbul, Međunarodni kazališni festival "Balkanski teatarski prostor u Petrogradu ...). Mićunović je bio umjetnički direktor festivala i osnivač kazališne kolonije festivala Barski ljetopis.
U Crnogorskom narodnom kazalištu je ostvario značajne režije: “Gospodska krv” Marka Kavaje, “Spasitelj” Vaska Ivanovića, “Odbrana i poslednji dani” i “Obešenjak” Borislava Pekića, “Hasanaginica” Ljubomira Simovića, “Rat i mir u Grudi” Veljka Radovića, “Nora” Henrika Ibzena, „Lažni car“ Mirka Kovača, „San o Svetom Petru Cetinjskom“ Mirjane Drljević i Njegošev “Gorski vijenac” kojim je 25. svibnja 1997. otvorena nova zgrada Crnogorskog narodnog kazališta.

## Nagrade i priznanja
Branislav Mićunović je nagrađen najznačajnijim profesionalnim i društvenim priznanjima, kao što su: nagrada za režiju "Joakim Vujić", nagrada za režiju "Jovan Putnik", Gran-prix za režiju Festivala festivala, Sterijina nagrada za režiju, Velika nagrada Crnogorskog narodnog kazališta i nagrada za doprinos kazališnoj kulturi u Crnoj Gori "Veljko Mandić".
Nagrađen je i nagradom “19.decembar” koja se dodjeljuje povodom Dana oslobođenja Podgorice (2002.) i najvišim nacionalnim priznanjem - Trinaestojulskom nagradom (1997.).
Dobitnik je i međunarodne nagrade Zlatna jabuka u Republici Makedoniji (2008.), koja se dodjeljuje za izuzetan doprinos promoviranju Makedonije, snaženje međunarodne suradnje i postizanje vrhunskih rezultata u različitim područjima. U veljači 2010. godine tadašnji predsjednik Republike Hrvatske Stjepan Mesić uručio mu je Red Danice hrvatske, s likom Marka Marulića, za posebna dostignuća u kulturi.
Prijestolnica Cetinje nagradila ga je Poveljom Ivan Crnojević, za izuzetan doprinos i promidžbu Prijestonice (2012.). Dobitnik je i godišnjeg nagrade Međunarodne Akademije Mihai Eminescu za oblast kazališnog stvaralaštva (2012.), spomen - medalje SUBNORA koja simbolizira 70. godina trinaestosrpanjskog ustanka (2013.), medalje sv. Tripuna, koju dodjeljuje Kotorska biskupija, za dugogodišnju suradnju u oblasti kulture i za aktivnu ulogu u promicanju ekumenskog dijaloga (2013.), kao i brojnih drugih priznanja.

## Ministarski mandat
Tijekom njegovog mandata provedene su zakonodavne i institucionalne reforme u oblasti kulture i doneseno nekoliko vrlo važnih zakona, podzakonskih akata i programa: Zakon o kulturi (kojim je prvi put utvrđen postotak za financiranje kulture iz tekućeg proračuna Crne Gore), Zakon o zaštiti kulturnih dobara, zakoni o muzejskoj, bibliotečkoj i arhivskoj djelatnosti, Zakon o javnim radio - difuznim servisima Crne Gore (kojim je riješeno pitanje održivosti javnog servisa), Nacionalni program razvoja kulture, Uredba o kriterijima i načinu dodjeljivanja statusa istaknuti kulturni stvaratelj, Program zaštite i očuvanja kulturnih dobara (kojim se profilirao realan i racionalan okvir za organizirano, dinamično i kontinuirano djelovanje i unapređenje stanja kulturne baštine i koji se može smatrati prekretnicom u načinu financiranja zaštite i očuvanja kulturnih dobara). Riješeno je pitanje statusa samostalnih umjetnika.
Intenzivirana je međunarodna suradnja, potpisani brojni bilateralni sporazumi, a u suradnji i uz financijsku potporu UNESCO realiziraju se brojni programi i projekti iz oblasti kulture, znanosti i obrazovanja.
Crna Gora je dobila manifestacije i festivale od posebnog značaja za kulturu Crne Gore, adaptirani su i opremljeni 11 centara za kulturu na sjeveru Crna Gore, a programom Cetinje - grad kulture 2010-2015 realizirano je više od 30 razvojnih projekata.
Crna Gora je predstavljena na svim referentim međunarodnim manifestacijama, kao što su: Venecijansko bijenale, Market Međunarodnog filmskog festivala u Cannesu, Sajam knjiga u Frankfurtu i Leipzigu. Crna Gora je i prvi put kandidirala film za najznačajniju filmsku nagradu Oskar, u kategoriji najbolji strani film u 2013. godini.
Tijekom mandata Branislava Mićunovića Crna Gora je 15. travnja 2013. godine u procesu pristupanja Europskoj uniji otvorila i privremeno zatvorila Poglavlje 26: Obrazovanje i kultura.

## Vanjske poveznice
- (crnog.) Službena stranica Ministarstva kulture Vlade Crne Gore  Arhivirana inačica izvorne stranice od 12. prosinca 2013. (Wayback Machine)